# (29888) 1999 GJ36
A (29888) 1999 GJ36 a Naprendszer kisbolygóövében található aszteroida. A LINEAR projekt keretében fedezték fel 1999. április 7-én.